# Itsasondo
Itsasondo is een gemeente in de Spaanse provincie Gipuzkoa in de regio Baskenland met een oppervlakte van 9 km². Itsasondo telt 658 inwoners (1 januari 2016).

## Geboren in Itsasondo
- Aitor Garmendia, wielrenner
- Mikel Gaztañaga, wielrenner